# 48 Doris
För andra betydelser, se Doris (olika betydelser).
48 Doris eller 1948 FE är en asteroid upptäckt 19 september 1857 av den tyske astronomen Hermann Mayer Salomon Goldschmidt i Paris. Asteroiden har fått sitt namn efter Doris, en havsnymf inom grekisk mytologi.
Asteroiden kan beskrivas som en ellipsoid med axelförhållandet: a/b=1,445 b/c=1,000.